# 체시노보오블레셰보시

체시노보오블레셰보 시의 위치

체시노보오블레셰보시(마케도니아어: Општина Чешиново-Облешево)는 마케도니아 공화국 동부에 위치한 지방 자치체로 행정 중심지는 오블레셰보이며 면적은 132.2km2, 인구는 7,490명(2002년 기준)이다. 동쪽으로는 코차니 시와 즈르노프치 시, 서쪽으로는 프로비슈티프 시, 카르빈치 시와 접한다.